# Musaranya de Zimmer
La musaranya de Zimmer (Crocidura zimmeri) és una espècie de mamífer eulipotifle de la família de les musaranyes (Soricidae). endèmica de la República del Congo. Podria estar amenaçada per l'extracció d'or i diamants a Bakama, els assentaments humans i les activitats pesqueres.